# Daniel Wende

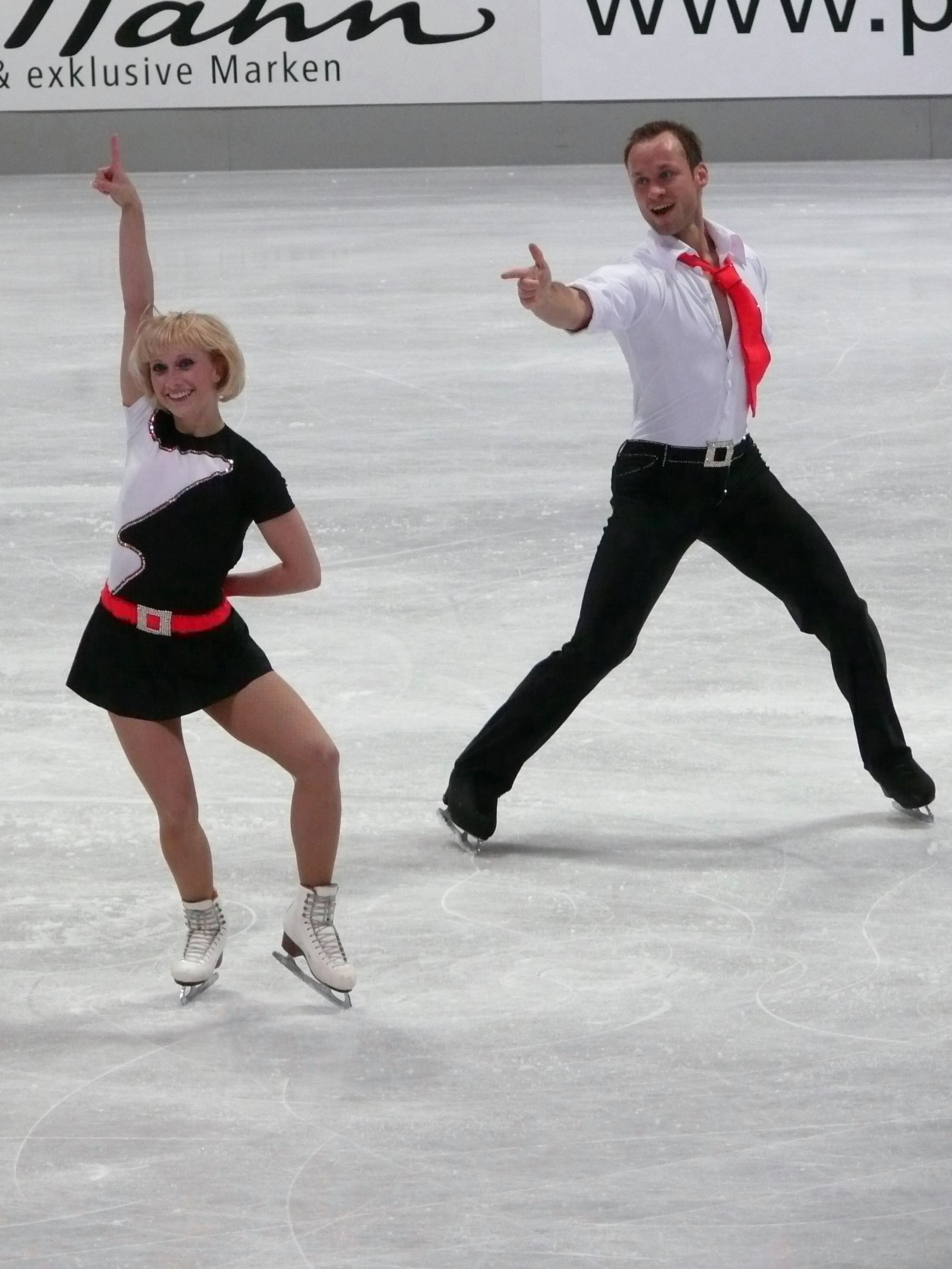
Maylin Hausch / Daniel Wende op het NK 2008 in Oberstdorf

Daniel Wende (Essen, 24 juli 1984) is een Duitse kunstschaatser.
Wende is actief in het paarrijden en zijn schaatpartner is Maylin Hausch, met wie hij op 6 juni 2013 in het huwelijk trad. Zij worden getraind door Karel Fajfr. In het verleden schaatste hij met Rebecca Handke (2001-2007) en met de Russin Jekaterina Vasilieva (2008).

## Persoonlijke records
| records             | punten | datum      | toernooi |
| ------------------- | ------ | ---------- | -------- |
| Hoogste totaalscore | 135.19 | 26-01-2005 | EK       |
| Hoogste korte kür   | 049.24 | 25-01-2005 | EK       |
| Hoogste vrije kür   | 085.95 | 26-01-2005 | EK       |

| records             | punten | datum      | toernooi         |
| ------------------- | ------ | ---------- | ---------------- |
| Hoogste totaalscore | 174.88 | 27-09-2013 | Nebelhorn Trophy |
| Hoogste korte kür   | 061.00 | 26-09-2013 | Nebelhorn Trophy |
| Hoogste vrije kür   | 113.88 | 27-09-2013 | Nebelhorn Trophy |

## Belangrijke resultaten
2001-2007 met Rebecca Handke; 2007/08 met Ekaterina Vasilieva; 2008-2014 met Maylin Hausch
| Kampioenschap           | 01/02 | 02/03 | 03/04 | 04/05  | 05/06  | 06/07 | 07/08 | 08/09  | 09/10 | 10/11 | 11/12 | 12/13 | 13/14              |
| ----------------------- | ----- | ----- | ----- | ------ | ------ | ----- | ----- | ------ | ----- | ----- | ----- | ----- | ------------------ |
| Olympische Spelen       |       |       |       |        |        |       |       |        | 17e   |       |       |       | 13e paren 08e team |
| Wereldkampioenschap     |       |       |       |        |        |       |       | 15e    | 14e   | 12e   | 13e   |       | 13e                |
| Europees Kampioenschap  |       |       | 10e   | 06e    | 08e    | 12e   |       | 08e    | 09e   | 06e   | 07e   |       | 06e                |
| Nationaal Kampioenschap |       |       | 04e   | Zilver | Zilver |       | Brons | Zilver | Goud  |       | Goud  |       | Zilver             |
| WK junioren             |       | 13e   | 11e   | t.z.t. | t.z.t. |       |       |        |       |       |       |       |                    |
| NK Junioren             | N     | Goud  | Goud  |        |        |       |       |        |       |       |       |       |                    |

 N = novice; t.z.t. = trokken zich terug 